# Franklin (serial)
Franklin este un serial de animație difuzat între 1997 și 2004, bazat pe cărțile Franklin the Turtle de Brenda Clark și Paulette Bourgeois, și produs de studioul Nelvana. Seria prezintă învățături pentru viața de zi cu zi, și nu conține acte de violență. Sunt urmărite viețile unor animale antropomorfe, în special a țestoasei Franklin, un elev ce dă mereu de belea, și trebuie să învețe din propriile greșeli.
Mai multe filme bazate pe serial au fost produse de Nelvana: Franklin and the Green Knight (2000), Franklin's Magic Christmas (2001) și Back to School with Franklin (2003), care au fost realizate pentru televiziune, și filmul teatral Franklin and the Turtle Lake Treasure (2006).
Serialul a fost urmat de Franklin și prietenii în 2011.
În România, serialul a fost dublat, și transmis pe posturile Minimax și HBO.

## Personaje

### Familia lui Franklin
- Țestoasa Franklin - Franklin este personajul principal al serialului de animație. Acesta este cuminte și înțelegător, dar uneori intră în bucluc fără să vrea și nu știe cum să iasă. În fiecare episod acesta învață ceva nou care îl ajută și care îl scapă de probleme. El locuiește într-o casă în formă de carapace alături de părinții săi și de sora sa mai mică.

- Țestoasa Harriet - Harriet este sora mai mică a lui Franklin. Aceasta este curioasă și vrea să afle secretele vieții, așa că de cele mai multe ori se duce la fratele său pentru a-i cere ajutor. Acesta o iubește foarte mult, dar uneori îl enervează și uită că sora sa este mai mică și mai sensibilă. Ea aștepta cu nerăbdare să meargă la școală, ca Franklin, și i-a fost greu să înțeleagă că trebuie să mai aștepte.

- Domnul Țestoasă - Domnul Țestoasă este tatăl lui Franklin, care și el lucrează foarte mult, mai ales prin grădină, de multe ori greblând, plantând sau vopsind gardul. Este foarte glumeț și deși ia în serios treaba, nu se alarmează, ci o rezolvă cu răbdare și calm. Într-un episod, Franklin a vrut să-l ajute la treabă, iar abia după aceea și-a dat seama cât de mult lucrează tatăl lui zilnic.

- Doamna Țestoasă - Doamna Țestoasă este mama lui Franklin care mereu îl sprijină pe el și pe sora sa atunci când au nevoie de ajutor. Ea lucrează foarte mult prin casă și are timp și să-și îngrijească cei doi copii. Este foarte serioasă și de cele mai multe ori rezolvă lucrurile cu multă blândețe, dar dacă e nevoie, poate fi severă.

### Prietenii lui Franklin
- Ursache - Ursache este cel mai bun prieten al lui Franklin. Acesta dă deobicei de bucluc împreună cu Franklin, pentru că de cele mai multe ori se află împreună. Ursache este mereu flămând și oricât s-ar îndopa cu miere, cu lapte și cu prăjituri, tot ar mai mânca până să explodeze. El locuiește într-o scorbură din copac, alături de sora sa, Beatrice și de părinții săi.

- Ursoaica Beatrice - Beatrice este sora mai mică a lui Ursache. Este cea mai bună prietenă a lui Harriet, sora mai mică și mai fragilă a lui Franklin. Într-un episod special din seria de animație Franklin, se descoperă că Beatrice este cu un an mai mare decât Harriet și că a mers la școală dinaintea micii țestoase.

- Melcul - Melcul este un alt bun prieten al lui Franklin, care, ca toți cei din specia lui, se mișcă foarte încet. Pentru că se înțelege foarte bine cu țestoasa, aceasta a fost de acord să-l „transporte” pe melc în diferite locuri, punându-l pe carapacea sa. Uneori cei din pădure îl uită sau îl scot din calcule fără sa-și dea seama, fiindcă melcul este mai greu de observat din cauza dimensiunii sale mici.

- Castorul - Castorul este un alt prieten al țestoasei Franklin. Este foarte deștept și de multe ori este încrezut. Materia sa preferată este ortografia (de altfel este și cel mai bun din clasă la așa ceva) și deși este un bun prieten al lui Franklin, de multe ori îl suspectează pentru problemele recente. Acesta locuiește într-o casă de pe apă, făcută din rămurele, alături de fratele lui mai mic, Kit, și de părinți.

- Kit - Kit este fratele mai mic al castorului, unul dintre colegii de clasă ai lui Franklin. Kit este foarte sfios (timid) și sensibil, începând să plângă la orice rană (bubă) făcută. Fiindcă sora lui Ursache, Beatrce, era la școală, iar Harriet se plictisea singură, mica țestoasă s-a împrietenit cu Kit și au început să se joace împreună.

- Vulpea - Vulpea este unul dintre prietenii și în același timp unul dintre colegii de clasă ai lui Franklin. El este viclean și șiret, la fel ca oricare vulpe, și deși nu scapă aproape nicio ocazie de a tachina pe cineva din cauza vreunui defect, el este plăcut de grup. Nu are frați, și deci locuiește într-o casă cu părinții săi.

- Gâsca - Gâsca este o colegă de-a lui Franklin. Este foarte neîndemânatică și acest lucru nu este de mirare, doar nu are mâini ca noi, ci doar niște aripi pline de pene! Aceasta joacă fotbal cu prietenii ei și îi e cam greu să lovească mingea cu precizie, datorită labelor ei, de aceea, deobicei stând pe postul de portar.

- Iepurele - Iepurele este cel mai bun prieten al Vulpii, dar și al lui Franklin. Acesta e cel mai rapid din clasă și cel mai bun săritor, însă este foarte fricos, temându-se (ca în expresie) și de umbra sa. De altfel este foarte talentat la mersul pe skate-board, pe role, pe patine sau la datul cu sania pe derdeluș.

- Sconcsul - Sconcsul este un alt coleg al lui Franklin. El este des văzut în serial, de multe ori alături de Bursuc, de Castor sau de Gâscă, însă fără să aibă o importanță foarte mare. Acesta joacă fotbal la școală pe post de portar. Auzind că Sconcsul nu știe să înoate, Franklin s-a hotărât să-i dea un colac, dar acesta a fost jenat că toți colegii au aflat de secretul său.

- Ratonul - Ratonul este un biet animal din pădure cu care Franklin se înțelege foarte bine. Acesta are o mare problemă din naștere, din cauza căreia nu se poate deplasa singur, și din cauza căreia este impobilizat în niște cârje vechi. Cu toate astea, Ratonul nu uită să zâmbească și se comportă ca orice altă ființă normală.

### Adulți / Părinți
- Domnul și Doamna Urs - Domnul și Doamna Urs sunt părinții lui Ursache și ai lui Beatrice. Doamna Urs este doctorul pădurii și are grijă ca toți să fie sănătoși. Aceștia locuiesc într-o scorbură de copac uriașă.

- Domnul și Doamna Castor - Domnul și Doamna Castor sunt părinții lui Castor și ai lui Kit. Domnul Castor este dulgherul orașul și tot ce are legătură cu lemnul e problema lui. Doamna Castor este scundă și grăsuță. A apărut în filmul Franklin se întoarce la școală alături de fiul ei, Kit.

- Domnul Vulpoi - Domnul Vulpoi este tatăl lui Vulpe, colegul de clasă al lui Franklin. Acesta adoră să colecționeze deșeuri (vechituri). Este șoferul autobuzului pentru școală și transportă cu el toți colegii fiului său. Nu-i place când e gălăgie în mașina sa.

- Doamna și Domnul Gâscă - Doamna și Domnul Gâscă sunt părinții lui Gâscă. Doamna Gâscă este bibliotecara pădurii, iar domnul Gâscă este farmacistul pădurii. Ambii își iubesc foarte mult fiul și au grijă să nu i se întâmple nimic.

- Domnul Opossum - Domnul Opossum este meteorologul pădurii care preferă să stea și să se uite la cer. Acesta are o mega-mașinărie care îi arată din ce direcție bate vântul și după care acesta se ghidează pentru a afla vremea. De la el Franklin a învățat o lecție importantă: „Cu vremea nu te joci!”.

- Domnul Cârtiță - Domnul Cârtiță este genul de ființă care mereu vede partea bună a lucrurilor, oricât de gravă ar fi situația. Este foarte amabil și s-a învățat să-l creadă mereu pe Franklin. Acesta este vânzător la un bătrân magazin în care se vând diverse lucruri: de la dulciuri la chei franceze și șurubelnițe.

- Domnul Bufniță - Domnul Bufniță este unicul dascăl (învățător/profesor) de la școala din pădure. Este foarte bătrân și înțelept, iar elevii îi ascultă fiecare cuvânt. Deși se mai iscă și probleme, domnul Bufniță rezolvă totul cu calm și cu blândețe.

- Domnișoara Koala - Domnișoara Koala este suplinitoarea (înlocuitoare) domnului Bufniță. Aceasta a apărut doar în filmul Franklin se întoarce la școală. Vine din Australia și are expresii ciudate. Copiii nu au prea plăcut-o la început, dar apoi s-au obișnuit cu ea și n-au mai vrut să mai plece.

- Antrenorul/Domnul Porc-Spinos - Este antrenorul echipei de fotbal de la o școală din altă pădure. El este un antrenor obișnuit contra căruia Franklin și colegii săi au jucat în filmul Franklin se întoarce la școală.

- Domnul Coiot - Domnul Coiot este un jurnalist de la un ziar din pădure. Acesta a apărut într-un singur episod, în care dorea să scrie o pagină despre cursa de biciclete ce avea loc. Pe vârful dealului a pus un balon, iar dacă cineva îl putea aduce înapoi, domnul Coiot dona bibliotecii două computere noi.

## Episoade

### Sezonul 1
- Franklin joacă un joc / Franklin vrea un animal de casă
- Grăbește-te, Franklin! / Franklin are o zi proastă
- Franklin merge la școală / Franklin a pierdut
- Franklin stă până târziu / Halloween-ul lui Franklin
- Franklin merge cu bicicleta / Franklin e murdar
- Franklin minte / Păturica lui Franklin
- Franklin e șeful / Fortăreața lui Franklin
- Supraveghetor pentru Franklin / Noul prieten al lui Franklin
- Franklin se joacă de-a școala / Franklin și clubul secret
- Franklin și Scutierul Melc / Franklin pe întuneric
- Franklin și Zâna Măseluță / Franklin e vinovat
- Cadoul de Crăciun al lui Franklin / Bunicuța lui Franklin
- Franklin și bebelușul / Franklin merge o zi în Tabără

### Sezonul 2
- Musafirul lui Franklin / Franklin's Not-So-Broken Bone
- Cadoul lui Franklin / Franklin crește repede
- Spionul Franklin / Cartea de bibliotecă a lui Franklin
- Zmeul lui Franklin / Franklin și Babysitter-ul
- Franklin și globul spart / Valentinul lui Franklin
- Comoara familiei Franklin / Lecțiile de muzică ale lui Franklin
- Franklin merge în excursie / Casca de bicicletă a lui Franklin
- Petrecerea de ziua lui Franklin / Prenumele lui Franklin
- Franklin și vizita Nevăstuicii / Colecția lui Franklin
- Franklin spune „Scuze” / Franklin și focul
- Grădina lui Franklin / Franklin fuge departe
- Ziua mohorâtă a lui Franklin / Povestea lui Franklin
- Testul lui Franklin / Franklin și Rățușca